# Bernhard Windscheid
Bernhard Joseph Hubert Windscheid (26. juni 1817 i Düsseldorf – 26. oktober 1892 i Leipzig) var en tysk retslærd.
Windscheid blev student 1834, 1838 Dr. jur., 1840 privatdocent i Bonn, 1847 ekstraordinær professor sammesteds, samme år ordinær professor i Basel, 1852 i Greifswald, 1871 i Heidelberg som Vangerows efterfølger, 1874 i Leipzig, æresborger sammesteds 1890. Allerede Windscheids første større skrift Zur Lehre des Code Napoléon von der Ungültigkeit der Rechtsgeschäfte (1847) viste hans sjældne analytiske og konstruktive evne; hans næste arbejde Die Lehre des römischen Rechts von der Voraussetzung (1850) opstillede den toneangivende forudsætningsteori, der overalt, også i dansk retsvidenskab, afsatte dybe spor, og som først i Windscheids sidste leveår blev bekæmpet af Lenel og andre. Et andet hovedværk, det grundlæggende Die Actio des römischen Civilrechts, vom Standpunkte des heutigen Rechts (1856) gav anledning til et heftigt litterært sammenstød med Theodor Muther.
1862 udkom 1. bind af Windscheids klassiske Lehrbuch des Pandektenrechts, tilegnet C.G. von Wächter, af hvem Windscheid 1880 skrev en fortrinlig biografi (2. bind 1865-66, 3. bind 1870, 9. oplag bearbejdet af Theodor Kipp 1909), et af nyere europæisk retsvidenskabs berømteste værker, som i en mesterlig klar og gennemsigtig fremstilling giver den mest fuldendte gengivelse af den ret, fra hvilken den almindelige borgerlige lovbog udgik, et uudtømmeligt skatkammer af lærdom, grundighed og omhu, og et skrift, der som intet andet har præget tidens teori og tysk praksis og lovgivning, selv rådspurgt og adlydt som en lovbog. 1874-83 var han medlem af kommissionen til udarbejdelse af Allgemeines Bürgerliches Gesetzbuch; hvor stor Windscheids personlige indflydelse inden for kommissionen har været, er ikke fuldt opklaret; at det første udkast til lovbogen er et barn af hans pandekter — ein kleiner Windscheid — er derimod sikkert. De
hårdeste angreb på udkastet oplevede Windscheid ikke.
Foruden pandekterne, hans livs hovedbedrift, og en række tidsskriftafhandlinger og lignende offentliggjorde Windscheid en del mindre skrifter, navnlig lejlighedsarbejder og akademiske taler, således blandt andet Recht und Rechtswissenschaft (1854), Zwei Fragen aus der Lehre von der Verpflichtung wegen ungerechtfertigter Bereicherung (1878), Wille und Willenserklärung (1880), Die Aufgaben der Rechtswissenschaft (1884) og Die indirekte Vermögensleistung (1892). 1904 udgav Paul Oertmann Windscheids Gesammelte Reden und Abhandlungen. I tysk retsvidenskab står Windscheid som Savignys direkte efterfølger og arvtager, i åndsretning og videnskabelig metode vidt forskellig fra sin ven Jhering, med hvem han delte herskersædet i den retsvidenskabelige republik. Han manglede Jherings fantasi og impulsive livskraft; han var den store systematiker, formallogiker og begrebsjurist og overgik Jhering — og alle andre — ved suverænt at beherske hele det vældige kildestof, ikke mindst på litteraturens område.